# Begraafplaats van Lillers
De Begraafplaats van Lillers is een gemeentelijke begraafplaats in de Franse gemeente Lillers (Pas-de-Calais). De begraafplaats ligt 570 m ten noorden van het centrum (gemeentehuis) aan de Rue de Saint-Venant. Ze heeft een langwerpige vorm en is aan de straatzijde afgesloten door een bakstenen muur met een dubbel hekken als toegang. Centraal staat een gedenkteken voor de gesneuvelde inwoners van de gemeente uit de Frans-Duitse Oorlog en de beide wereldoorlogen.

## Britse militaire graven
Rechts van het centrale pad van de begraafplaats liggen tussen de burgerlijke graven enkele graven met Britse gesneuvelden uit de Eerste Wereldoorlog. Er ligt ook een gezamenlijk graf met 5 niet geïdentificeerde Britse soldaten en een met 4 niet geïdentificeerde Indische soldaten. Verderop naar het noorden van de begraafplaats bevindt zich een groot perk met bijna 900 graven uit de Eerste Wereldoorlog. Daartussen liggen 2 gemeenschappelijke graven met respectievelijk 11 en 39 niet geïdentificeerde Indische doden. Hier staat ook de Stone of Remembrance. Aan het einde van dit perk bevindt zich de uitbreiding (Lillers Communal Cemetery Extension). Deze omvat de laatste twee rijen graven vóór het Cross of Sacrifice. De Britse perken werden ontworpen door Edwin Lutyens en worden onderhouden door de Commonwealth War Graves Commission. Ze staan er geregistreerd onder Lillers Communal Cemetery.
Er liggen 911 doden begraven waaronder 67 niet geïdentificeerde.

## Geschiedenis
Vanaf het najaar 1914 tot april 1918 waren in Lillers de kwartieren van de verschillende legerdiensten gevestigd. Het was ook een centrum voor meerdere veldhospitalen (Casualty Clearing Stations). De gewonden die in deze hospitalen overleden werden op de gemeentelijke begraafplaats bijgezet.
Onder de 827 geïdentificeerde Commonwealth-graven zijn er 686 Britten, 42 Canadezen, 97 Indiërs, 1 Australiër en 1 Zuid-Afrikaan. Er liggen ook 14 Duitsers.

## Graven

### Onderscheiden militairen
- David Nelson, majoor bij de  Royal Field Artillery en William Richard Cotter, korporaal bij de The Buffs (East Kent Regiment) werden onderscheiden met het Victoria Cross (VC).
- Thompson Capper, generaal-majoor bij de General Staff werd vereerd met het lidmaatschap van de Order of Saint Michael and Saint George (KCMG) en van de Most Honourable Order of the Bath (CB). Hij werd ook onderscheiden met de Distinguished Service Order (DSO).
- Charles Bliss, majoor bij de 1st King George's Own Gurkha Rifles (The Malaun Regiment) werd vereerd met het lidmaatschap van de Orde of the Indian Empire (CIE).
- Edward Darnley Anderson, majoor bij het North Staffordshire Regiment werd onderscheiden met de Distinguished Service Order (DSO).
- Sergeant Samuel Butterworth en korporaal R. Brewer werden onderscheiden met de Distinguished Conduct Medal (DCM).
- Thomas Francis Grant, luitenant bij de Seaforth Highlanders werd tweemaal onderscheiden met het Military Cross (MC and Bar).
- pionier J. Martin en soldaat Herbert Hazelwood ontvingen de Military Medal (MM).
- Ellen Andrews, verpleegster bij de Territorial Force Nursing Service werd onderscheiden met het Associate Royal Red Cross (ARRC).

### Minderjarige militairen
- de soldaten E.H. Davidge van de Welsh Guards en Charles William Thomson van de Cameron Highlanders waren slechts 16 jaar toen zij sneuvelden.
- korporaal Greville George Lawrence, schutter George Edward Jones en de soldaten Thomas Richard Payne, W. Anderson, James Brown, Percy Frederick Denyer, Edwin Charles Johnston, Patrick McCausland, D. MacKenzie en Reginald James Manfield Martin waren 17 jaar toen ze sneuvelden.

### Aliassen
- korporaal John Henry Mahon diende onder het alias J.H. Wilson bij de Royal Fusiliers.
- soldaat William George Edwards diende onder het alias G. Caine bij de The King's (Liverpool Regiment).
- soldaat Patrick O'Connor diende onder het alias Patrick Barry bij de Irish Guards.

### Gefusilleerde militair
- John James Dennis, soldaat bij het Northamptonshire Regiment werd wegens desertie gefusilleerd op 19 januari 1916.[1]